# Kekauōnohi
Kekauonohi (havajski Kekauʻōnohi) (1805. – 1851.), znana i kao Ana Keahikuni-i-Kekauonohi (havajsko-engleski Anna Keahikuni-i-Kekauʻōnohi) ili Mirjam Kekauonohi (Miriam Kekauʻōnohi), bila je kraljica Havaja.

## Životopis

### Rođenje i obitelj
Kekauonohi je rođena oko 1805. godine u Lahaini na otoku Mauiju.
Njezin je otac bio princ Kahoanoku Kinau, a majka kraljica Kahakuhaʻakoi Wahinepio, sestra Bokija i Vilima Pitta Kalanimokua.
Kahoanoku Kinau bio je sin kralja Kamehamehe I. Velikog i kraljice Peleuli, čiji je otac bio Kamanawa I., Kamehamehin očuh.
Njezin je očuh bio Kaukuna Kahekili.

### Brakovi
Kekauonohi se udala za svojeg strica, kralja Kamehamehu II. On je imao još supruga, a jedna od njih bila je Kalanipauahi.
Bila je prisutna na slavnom objedu. 
Nakon Kamehamehine smrti, udala se za svojeg polubrata, Kahalaiju Luanuua.
Bila je protestant te se nakon smrti kraljice Kaahumanu udala za princa Arona Kealiiahonuija. Nisu imali djece. Nakon njegove smrti udala se za Levija Haaleleu, rođaka kraljice Kalame (supruga Kamehamehe III.). Rodila je sina, Vilima Pitta Kinaua. 
Naslijedila je zemlju svog ujaka Vilima i umrla u Honoluluu.
Njezine usvojene kćeri bile su Abigajla Maheha i Ana Kaiulani.